# Peter de Ramsay
Peter de Ramsay († zwischen 18. April 1256 und 4. Oktober 1257) war ein schottischer Geistlicher. Ab 1247 war er Bischof von Aberdeen.
Peter de Ramsay war wahrscheinlich ein unehelicher Sohn eines niederen Geistlichen. Er war möglicherweise ein Schüler von Edmund of Abingdon und studierte anschließend bei Matthew the Scot an der Universität von Paris. Er erlangte einen Abschluss als Doktor der Theologie und lehrte dann als Dozent für den Franziskanerorden an der Universität von Oxford. Er war aber noch Diakon und damit nicht zum Priester geweiht, als er 1247 wohl durch den Einfluss von Alan Durward, des einflussreichen Justiciars of Scotia, zum Bischof der Diözese Aberdeen gewählt wurde. Das Kathedralkapitel erbat die Kurie um einen Dispens wegen seiner unehelichen Geburt sowie um die Erlaubnis, ihn in Schottland zum Bischof zu weihen. Papst Innozenz IV. beauftragte die Bischöfe David of Bernham von St Andrews, Clement von Dunblane und Albin von Brechin die Eignung von Ramsay zu überprüfen. Wenn sie diese feststellten, sollte der Dispens erteilt werden und die Bischöfe durften ihn zum Bischof weihen.
1250 sollte Ramsay zusammen mit dem Bischof David of Bernham von St Andrews für den Papst Gelder für einen Kreuzzug einsammeln. Am 18. April 1256 erließ Ramsay Statuten für das Kathedralkapitel seiner Diözese. Während der Minderjährigkeit von König Alexander III. gehörte er dem Regentschaftsrat an, der im September 1255 mit Unterstützung des englischen Königs Heinrich III. eingesetzt und von Ramsays Förderer Alan Durward dominiert wurde.